# Baron Southampton

Wappen der Barone Southampton

Baron Southampton, of Southampton in the County of Southampton, ist ein erblicher britischer Adelstitel in der Peerage of Great Britain.

## Verleihung
Der Titel wurde am 17. Oktober 1780 für den Soldaten und Politiker Charles FitzRoy geschaffen. Dieser hatte als Offizier im Siebenjährigen Krieg mit der British Army gekämpft und war seit 1759 Mitglied des House of Commons und außerdem stellvertretender Hofmarschall von Königin Charlotte.

## Weitere Titel in der Verwandtschaft
Der erste Baron war ein Enkel in männlicher Linie des 2. Duke of Grafton. Der Titelinhaber steht daher in der Erbfolge für diesen Titel und diejenigen, die ihm nachgeordnet sind.

Der zweite Sohn des dritten Barons, Edward FitzRoy, war Speaker des House of Commons. Eine Linie seiner Nachkommen führt den Titel Viscount Daventry.

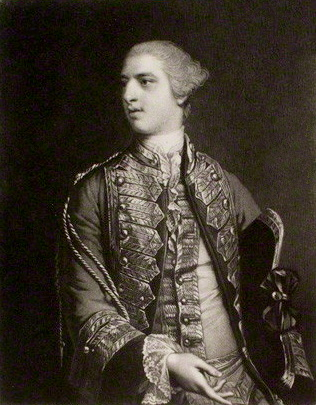
Charles FitzRoy, 1. Baron Southampton

## Liste der Barone Southampton (1780)
- Charles FitzRoy, 1. Baron Southampton (1737–1797)
- George Ferdinand FitzRoy, 2. Baron Southampton (1761–1810)
- Charles FitzRoy, 3. Baron Southampton (1804–1872)
- Charles Henry FitzRoy, 4. Baron Southampton (1867–1958)
- Charles FitzRoy, 5. Baron Southampton (1904–1989) (verzichtete 1964 auf den Titel)
- Charles James FitzRoy, 6. Baron Southampton (1928–2015)
- Edward Charles FitzRoy, 7. Baron Southampton (* 1955)

Titelerbe (Heir apparent) ist der Sohn des jetzigen Barons, Charles Edward FitzRoy (* 1983).